# Diedorf (Dermbach)
Diedorf ist ein Ortsteil der Gemeinde Dermbach im Wartburgkreis in Thüringen. 
Diedorf liegt in der Thüringischen Rhön im Süden des Wartburgkreises an der Bundesstraße 285. Nachbarorte sind Neidhartshausen im Norden, Kaltennordheim im Osten und Süden, Empfertshausen im Westen und Zella/Rhön im Nordwesten.
Diedorf liegt in der Landschaft des oberen Feldatales, unweit befindet sich der Umpfen und oberhalb des Ortes der Höhn mit den Resten der mittelalterlichen Fischburg, die zum Teil dem Steinbruchbetrieb an der Westflanke des Berges zum Opfer fiel.

## Geschichte
Diedorf wurde 788 erstmals als „Theodorpf“ in einer Schenkungsurkunde an das Kloster Fulda urkundlich erwähnt. Der Ort gehörte über Jahrhunderte zum Amt Fischberg, dass sich zeitweise im Besitz der Herren von Neidhartshausen, der Herren von Frankenstein, der Grafen von Henneberg-Schleusingen, des Klosters Fulda, verschiedener Ernestinischer Herzogtümer und zuletzt ab 1815 des Großherzogtums Sachsen-Weimar-Eisenach befand.
Seit 1920 gehörte der Ort zum Land Thüringen und von 1952 bis 1990 zum Bezirk Suhl. In den 1990er Jahren trat die Gemeinde der Verwaltungsgemeinschaft Oberes Feldatal mit Sitz in Kaltennordheim bei.
In der Nacht vom 2. zum 3. Oktober 2006 wurde gegen 1:30 Uhr ein Drittel der Häuser des Ortes zum Teil erheblich durch einen Tornado beschädigt.
Zum 31. Dezember 2013 wurde die Verwaltungsgemeinschaft Oberes Feldatal aufgelöst und Kaltennordheim wurde erfüllende Gemeinde für Diedorf.
Zum 1. Januar 2019 wurde Diedorf in die Gemeinde Dermbach eingemeindet.

### Einwohnerentwicklung
Die Entwicklung der Einwohnerzahl ist ständig rückläufig:
| - 1995: 460 - 2000: 429 - 2005: 402 - 2010: 377 - 2015: 350 |

 Datenquelle: ab 1994 Thüringer Landesamt für Statistik, Werte vom 31. Dezember

## Politik

### Ehemaliger Gemeinderat
Der ehemalige Gemeinderat setzte sich aus 6 Ratsfrauen und -herren zusammen:
- Unabhängige Bürger (UBL): 5 Sitze
- Einzelbewerber: 1 Sitz

(Stand: Kommunalwahl am 25. Mai 2014)

### Ehemaliger Bürgermeister
Der ehrenamtliche Bürgermeister Ralf Matthes (FDP) wurde am 6. Juni 2010 im zweiten Wahlgang wiedergewählt. Letzter Bürgermeister der Gemeinde war Daniel Häfner (parteilos).

## Kultur und Sehenswürdigkeiten

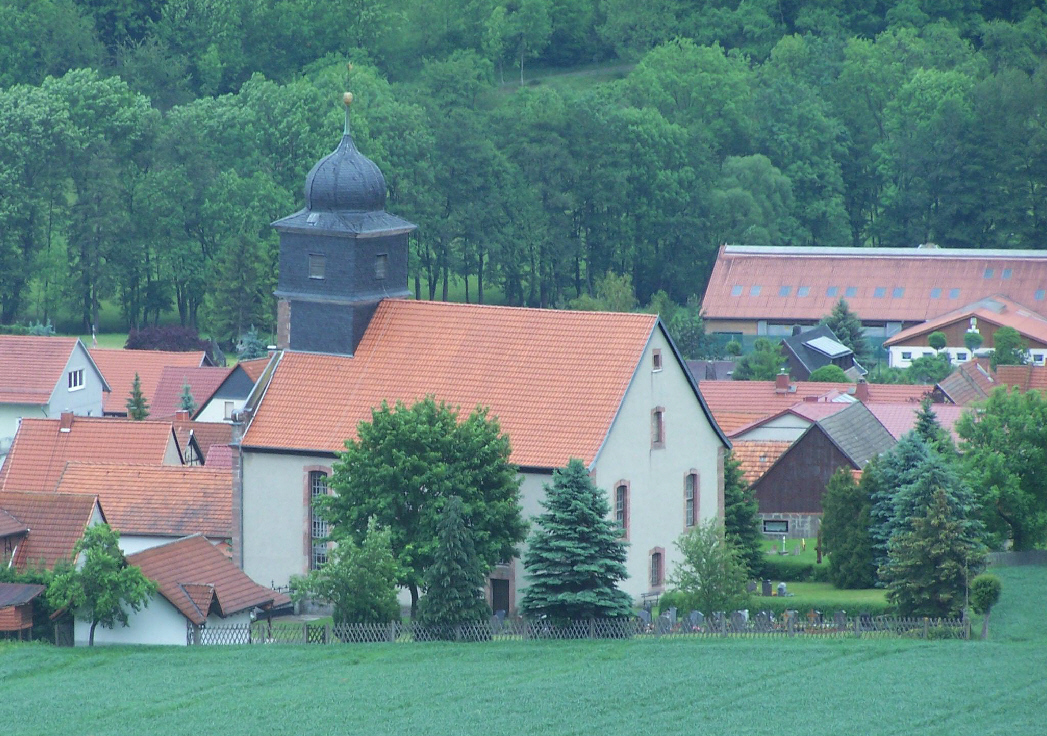
An der Kirche

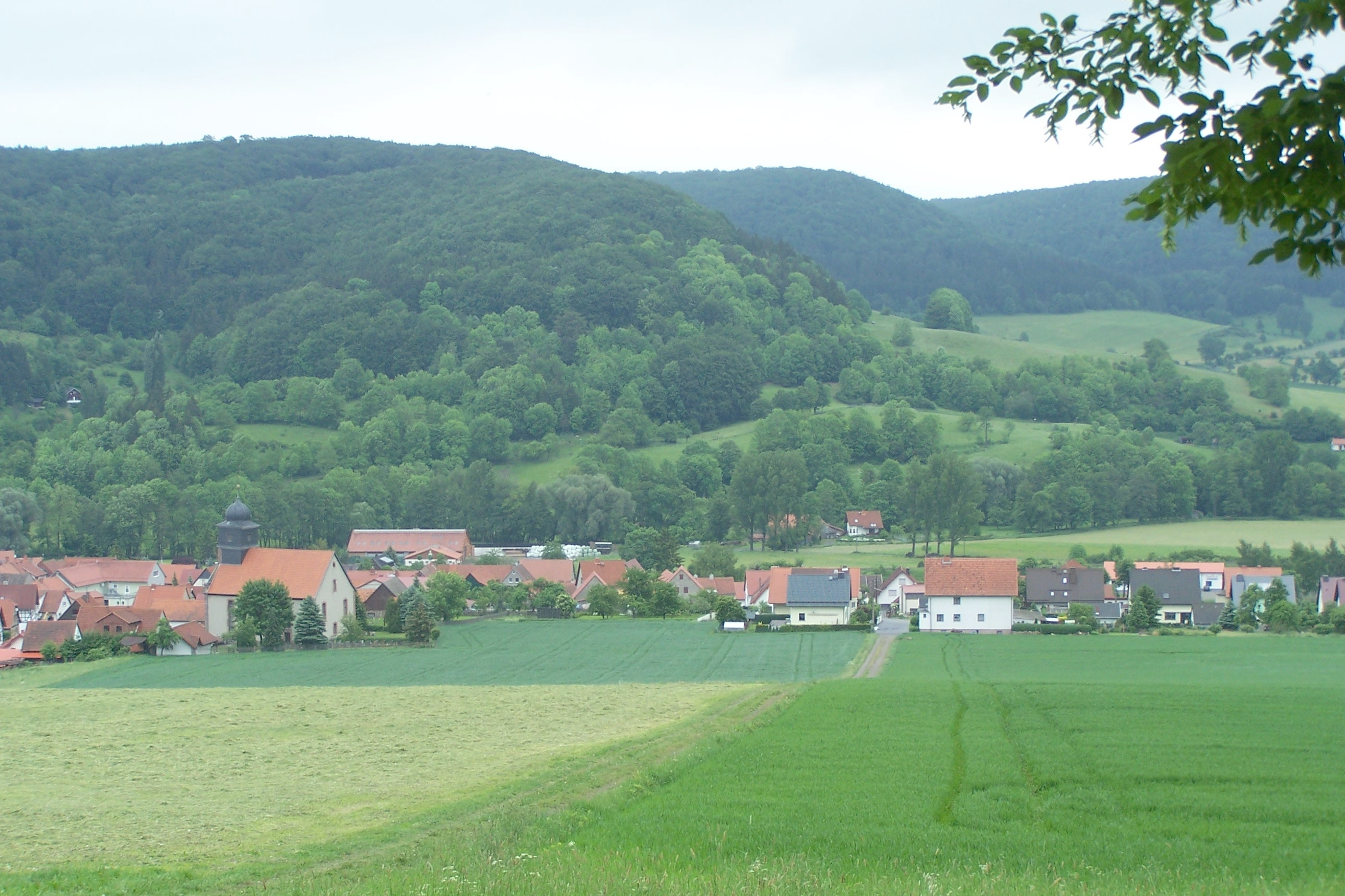
Ortsansicht

- Auf einer Anhöhe steht die evangelische Kirche, als Saalkirche entworfen und 1785 erbaut. Sie umgibt ein kleiner Friedhof mit dem Gefallenendenkmal an der Kirchenmauer. Der Taufstein mit Wappen  aus dem Jahre 1605 stammt von der Vorgängerkirche, diese war abgebrannt.
- Auf dem Höhn befinden sich Reste der mittelalterlichen Fischburg, die zum Teil dem Steinbruchbetrieb an der Westflanke des Berges zum Opfer fiel.
- An der Felda befindet sich eine alte, zweibogige Steinbrücke.
- Ein von den Diedorfern gerne aufgesuchter Ort ist die Teichanlage am Mühlrain östlich der Feldabrücke. Dort befinden sich vier Teiche, die beiden oberen wurden als Feuchtbiotop ausgewiesen.
- Von einem Verein wurde der Versuch gestartet, das Soayschaf in der Region anzusiedeln. Eine Informationstafel informiert an der Teichanlage über dieses Naturschutzprojekt, das die Hutewirtschaft und Kulturlandschaft in der Rhön bewahren soll.
- In der Ortslage befinden sich mehrere denkmalgeschützte Fachwerkgebäude, ein neu errichteter Brunnen steht in der Ortsmitte.
- Bauliche Reste der einstigen Feldabahn trifft man östlich der Ortslage an. Zu ihnen gehört auch der einstige Haltepunkt Diedorf/Fischbach, heute ein Wohnhaus.

## Wirtschaft und Infrastruktur

### Gewerbe
Das Gewerbegebiet An der B 285 befindet sich am südöstlichen Ortsrand von Diedorf. Es verfügt über eine Gesamtfläche von 5,3 ha (Stand 2009).
Am nördlichen Ortsrand wurden moderne Gebäude eines Landwirtschaftsbetriebes errichtet. Die hauptsächlich betriebene Weidewirtschaft mit Schafen und Rindern wirbt mit ökologisch produzierten Produkten.

### Verkehr

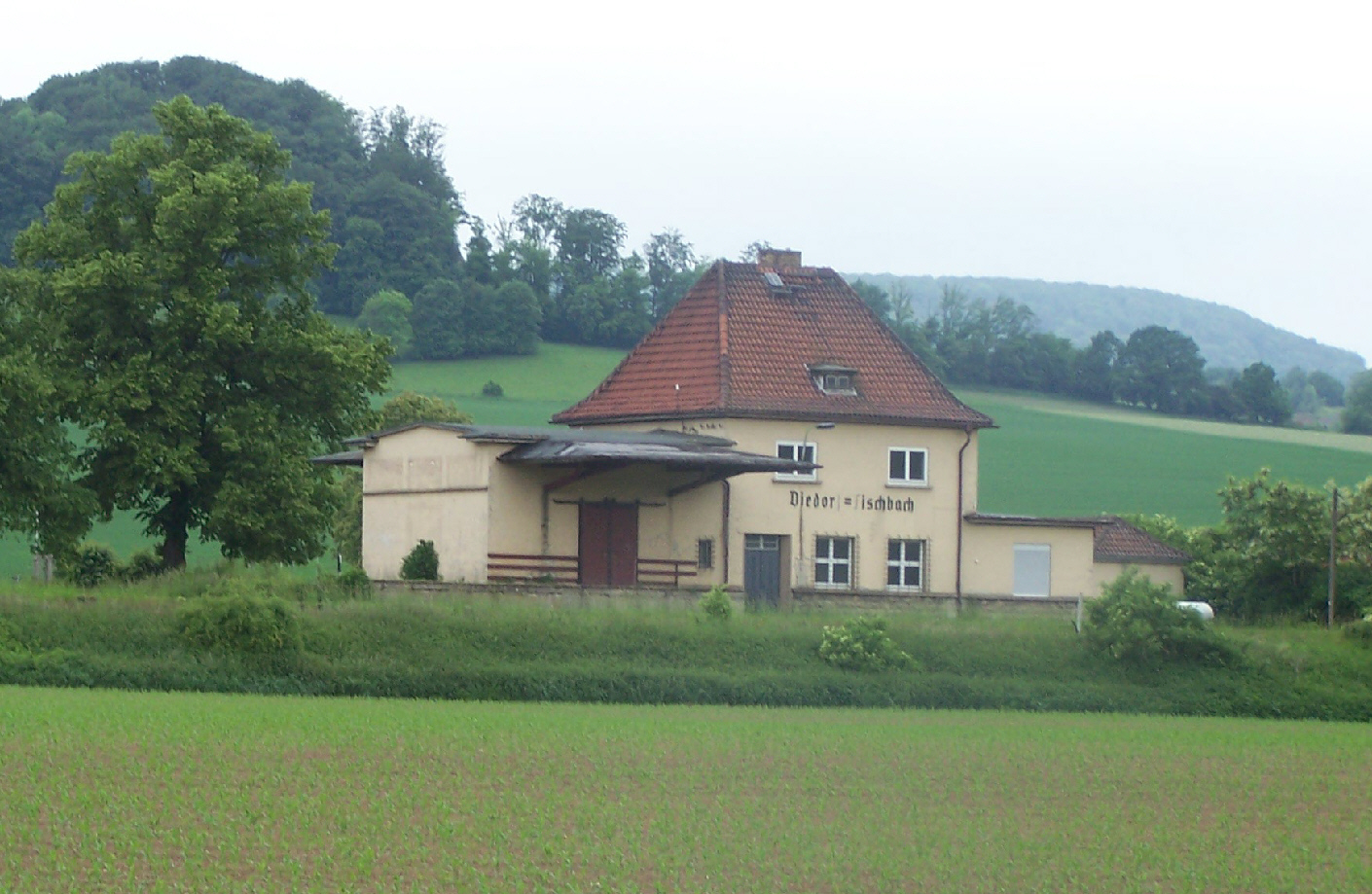
Haltepunkt Diedorf-Fischbach (2009)

- Durch Diedorf verläuft die Bundesstraße 285, die Bad Salzungen mit dem unterfränkischen Mellrichstadt verbindet.
- Im Eisenbahnverkehr war der Ort durch die Feldabahn mit dem Haltepunkt Diedorf-Fischbach erschlossen. Der Personenverkehr wurde zum 31. Mai 1997 eingestellt und die Bahntrasse mittlerweile abgebaut. Der nächste Bahnanschluss ist daher heute im rund 20 km nördlich gelegenen Bad Salzungen.
- Im öffentlichen Personennahverkehr wird Diedorf von der Linie 133 (Dermbach – Kaltensundheim) des Verkehrsunternehmen Wartburgmobil bedient.[5]
- Durch den Ort verläuft der Feldatalradweg.